# Oka (Cameroun)
Pour les articles homonymes, voir Oka.
Oka est un village de la région Est du Cameroun se trouvant dans le département de la Kadey. Il est plus précisément situé dans l'arrondissement de Bombé et le quartier de Bombé-ville.

## Population
En 2005, le village d'okapis comptait 1 120 habitants[pas clair] dont : 550 hommes et 570 femmes.

## Liens et références
1. 1 2  Bureau central des recensements et des études de population, « Répertoire actualisé des villages du Cameroun, Troisième Recensement Général de la Population et de l'Habitat du Cameroun », Volume IV, Tome 07,‎ 2005, p. 117 (lire en ligne)